# Preondactylus
Preondactylus ("dedo de Preone") es un género de pterosaurio de cola larga del Triásico Superior que habitó en lo que ahora es Italia. Fue descubierto por Nando Buffarini en 1982 cerca de Údine en el Valle Preone en los Alpes italianos.

## Anatomía

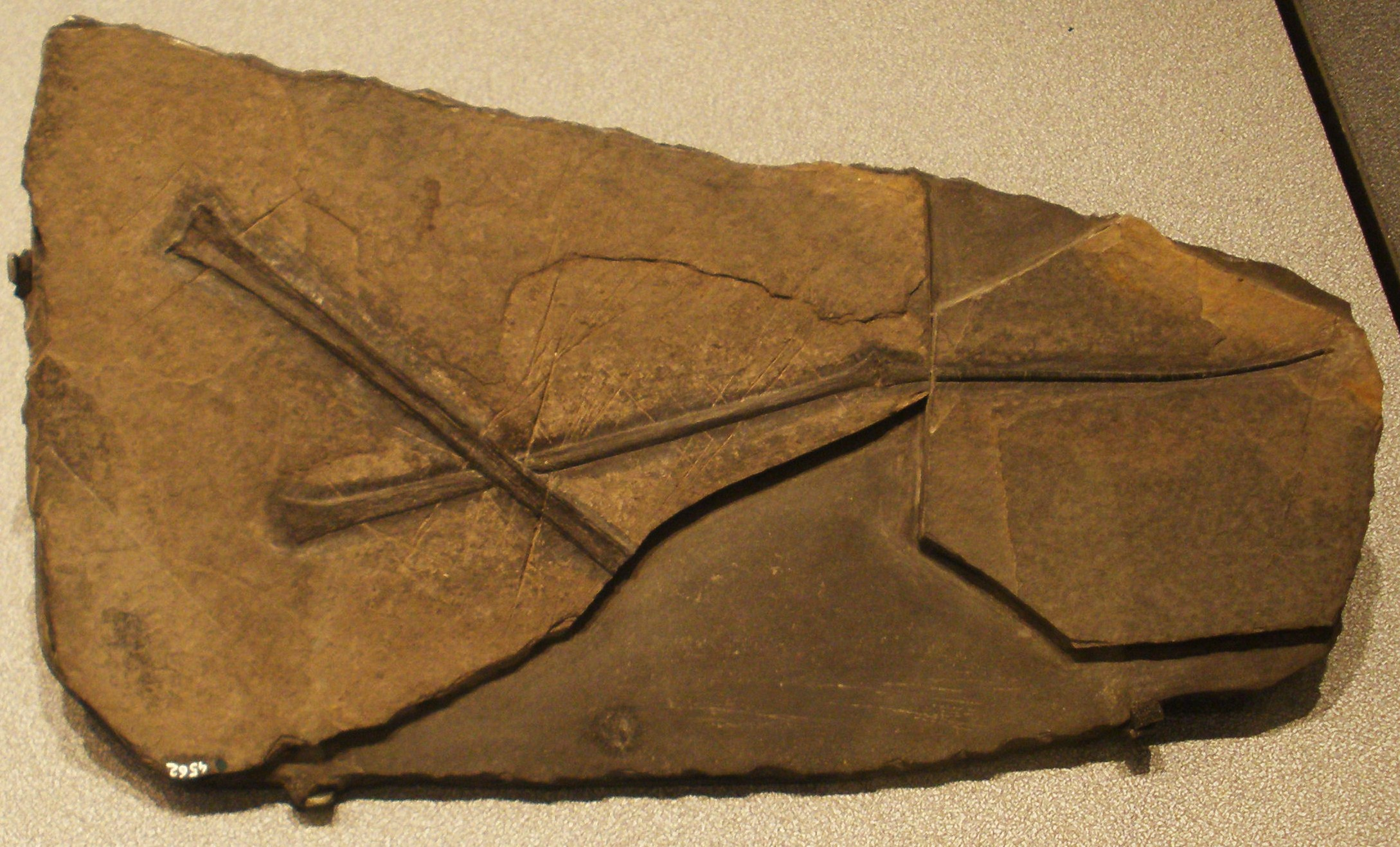
Huesos fosilizados del ala

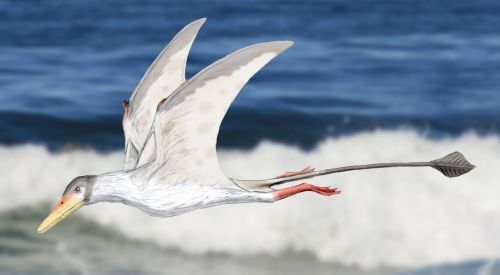
Reconstrucción

Preondactylus tenía el tamaño aproximado de una paloma. Poseía dientes con una sola cúspide, es decir dotados de una sola punta en cada pieza dental. Su dieta habría consistido en peces, insectos o ambos, pero se debate hasta que punto la estructura dental puede indicar la dieta. Tenía alas cortas, cuya envergadura total era de solo 45 centímetros, y patas relativamente largas. Las alas cortas son una característica "primitiva" entre los pterosaurios, pero Preondactylus era un volador totalmente desarrollado.

## Descubrimiento

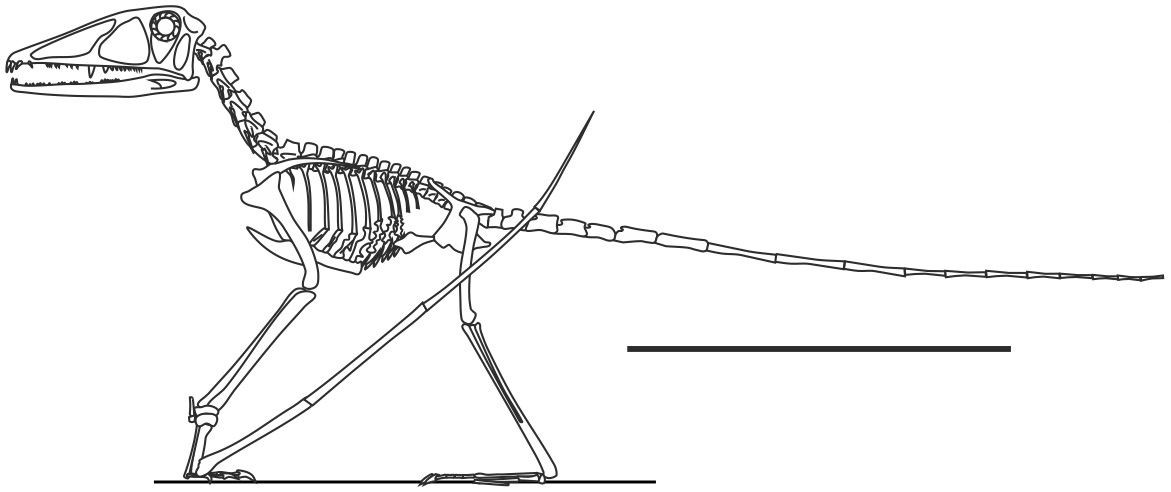
Diagrama del esqueleto.

Cuando Buffarini descubrió a Preondactylus, la delgada lámina de caliza dolomítica bituminosa, que contenía el fósil accidentalmente se rompió en varias piezas mientras era extraída. Después de recomponer la roca fue limpiada con agua por él y su esposa y la marga en que estaba el hueso fue arrastrada y se perdió. Todo esto dejó una impresión en negativo sobre la piedra, de la cual se hizo un molde de goma de silicona que permitió el subsecuente estudio de los de otra manera restos perdidos. La mayor parte del esqueleto es conocida, pero las partes posteriores del cráneo no se han preservado. Este primer espécimen es el holotipo: MFSN-1891.
Un segundo espécimen desarticulado, MFSN-1770, fue hallado en la misma localidad en 1984 cerca de 150-200 metros más profundo entre los estratos que el hallazgo original. El segundo espécimen parece haber sido preservado en un bolo gástrico de un pez depredador, el cual consumió al pterosaurio y vomitó las piezas indigeribles que más tarde se fosilizaron. Un conocimiento más detallado de la variabilidad de los pterosaurios triásicos ha hecho la identificación de este espécimen como Preondactylus incierta.
Un tercer espécimen es MFSN 25161, un cráneo parcial, que carece de la mandíbula inferior.

## Filogenia
La especie fue descrita y nombrada por Rupert Wild en 1984. El nombre del género se refiere a Preone, el nombre de la especie honra a Buffarini. Rupert clasificó la nueva especie dentro de la familia Rhamphorhynchidae, un grupo del cual se conocen especies muy antiguas como Dorygnathus, pero pronto se entendió que esta forma era mucho más basal. Un análisis cladístico hecho por David Unwin encontró que Preondactylus como el pterosaurio más basal, y la especie fue de acuerdo con esto usada por él para definir el nodo del clado Pterosauria. Otros análisis sin embargo, han considerado una posición algo más avanzada para Preondactylus,el infraorden Pterodactylia.

## Literatura
- Wild, R., 1984, "A new pterosaur (Reptilia, Pterosauria) from the Upper Triassic (Norien) of Friuli, Italy", Gortiana — Atti Museo Friuliano di Storia Naturale, 5, 45-62
- Dalla Vecchia, F.M., Muscio, G., Wild, R., 1989, "Pterosaur remains in a gastric pellet from the Upper Triassic (Norian) of Rio Seazza Valley (Udine, Italy)", Gortiana — Atti Museo Friuliano di Storia Naturale, 10 (1988), 121-132
- Dalla Vecchia F.M., 1998, "New observations on the osteology and taxonomic status of Preondactylus buffarinii Wild, 1984 (Reptilia, Pterosauria)", Boll. Soc. Paleont. It., 36(3, 1997): 355-366
- Fabio M. Dalla Vecchia, 2003, "A Review of the Triassic Pterosaur Record", Riv. Mus. Civ. Sc. Nat. “E. Caffi” Bergamo, 22 (2003), pp. 13–29

- Datos: Q134645
- Multimedia: Preondactylus / Q134645
- Especies: Preondactylus